# 체암로
체암로(Cheam-ro)는 전라남도 나주시 문평면 구고막원역교차로에서 광주광역시 광산구 삼도동을 잇는 전라남도의 도로이다. 

## 주요 경유지
전라남도
- 나주시 (문평면) - 함평군 (나산면)

광주광역시
- 광산구 (삼도동)

## 노선
| 이름                | 접속 노선                     | 소재지     | 소재지 | 소재지 | 비고 |
| ------------------- | ----------------------------- | ---------- | ------ | ------ | ---- |
| 구고막원역 교차로   | 국도 제1호선 (영산로)         | 나주시     | 문평면 | 문평면 |      |
| 문평교              |                               | 나주시     | 문평면 | 문평면 |      |
| 문평IC 교차로       | 제12호선 무안광주고속도로     | 나주시     | 문평면 | 문평면 |      |
| 상하교              |                               | 함평군     | 나산면 | 나산면 |      |
| 나산삼거리          | 나산길 이인정길               | 함평군     | 나산면 | 나산면 |      |
| 나산면송암리 교차로 | 지방도 제801호선 (월암로)     | 함평군     | 나산면 | 나산면 |      |
| 송암교              |                               | 함평군     | 나산면 | 나산면 |      |
| (이름없음)          | 지방도 제838호선 (문화로)     | 함평군     | 나산면 | 나산면 |      |
| 양동교              |                               | 광주광역시 | 광산구 | 삼도동 |      |
| (이름없음)          | 지방도 제822호선 (노안삼도로) | 광주광역시 | 광산구 | 삼도동 |      |

## 주요 건물 및 시설
- 나주시보건소 (체암로 289/안곡리 1169-1)
- 문평우체국 (체암로 297/안곡리 121-4)
- 문평면 행정복지센터 (체암로 302/안곡리 120-8)
- 농협 다시농협 문평지점 (체암로 303/안곡리 122-1)
- 문평치안센터 (체암로 308/안곡리 119-4)
- 양동보건진료소 (체암로 1745/양동 457-18)